# エア・アメリカ

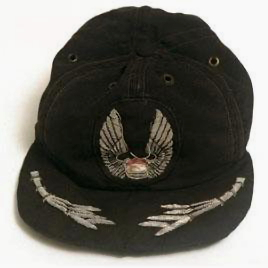
パイロットの帽子

エア・アメリカ（英: Air America、ラーオ語: ສາຍການບິນອາເມລິກາ）は、アメリカ合衆国に存在した航空会社である。
中央情報局 (CIA) がベトナム戦争時に、ラオスで秘密作戦を行うために設立されたフロントカンパニーで、CIAの準軍事部門SAD (Special Activities Division) に所属していた。社訓は「何でも、何時でも、何処へでも、プロフェッショナルに（英: Anything, Anytime, Anywhere, Professionally）」
おもに麻薬の生産地であるメコン川流域のタイ、ラオス、ミャンマーの黄金の三角地帯で、麻薬や食糧、武器を空輸した。1964年6月から1967年6月末にかけて那覇空港 - 先島諸島（宮古島、石垣島）の定期空路を運用していたが撤退し、日本資本の航空会社南西航空が誕生した。
麻薬の輸送は、エア・アメリカは積極的に関与せず、腐敗したラオス王国政府の高官が売買に関与したともされる。
イギリスのルポライター、クリストファー・ロビンスによるドキュメンタリー小説の題材にもなり、エア★アメリカとして映画化され、日本語版は新潮社から発売された。

## 歴史
- 1950年にエア・アメリカの歴史が始まる。CIAはアジアにおける作戦遂行に空輸が必要と判断した。
- 1950年8月にCIAは、Civil Air Transport (CAT)（第二次世界大戦後の中国のエアライン）を買収し、アジアで商業ルートを運航して裏で作戦を遂行した。朝鮮戦争では中国大陸で補給を行った。
- 1953年4月には、フランスがインドシナにおける支援をアイゼンハワー大統領に要請し、アメリカは同地域の軍事介入を避けるためにCATのパイロットを搭乗させC-119による支援を実施した。
- 1955年1月にアメリカ政府は、USOM (the United States Operations Mission) をラオスに設立、CATは支援プログラムに組み込まれ、1955年9月には食糧不足に陥ったラオスへの支援としてコメや塩をウドーンターニーからC-46により輸送、エアドロップを実施した。
  - CATは200ミッション、25地点へと1000トンのコメを輸送した。これがラオスにおけるCATの最初の支援である。
- 1959年3月26日にエア・アメリカへと社名を変更した。
- 1959年8月に2名のパイロットを日本へ送り、ヘリコプターの操縦をトレーニングした。急峻な山地であるラオス北部でのオペレーションは困難であることから、ヘリコプターの導入が必要とされたためである。
- 1960年6月にヘリコプターはエア・アメリカのオペレーションに組み込まれ、H-19による輸送が開始されたが不慣れなため十分な活動が出来なかった。このため4名の海兵隊パイロットが雇用された。また短距離離着航空機 (STOL) の導入が進められた。
  - 1960年8月にアイゼンハワー大統領は、プレス会見でラオスは複雑な状況にあると説明。内戦が中立派のコン・レーと右派のプーミー・ノーサワン（英語版）との間で勃発。パテート・ラーオはコン・レーを支持、アメリカ軍やCIAはプーミーを支援していた。
- 1961年3月28日に16機のUH-34がバンコクからエア・アメリカのウドーンターニーへ送られ、すぐにPa Dongのモンチームへの支援に使用された。
- 1961年5月30日に初めて、エア・アメリカのヘリパイロット Charles Mateer Walter Wizbowski がラオスで死亡した、悪天候に拠るものであった。
  - モン軍が増強されれば、エア・アメリカのラオスでの地位も増強された。モンの散らばった地域にアクセスするために、LairはVictor Sites（後にLima Siteに変更）と呼ぶ滑走路を準備するように指示した。これはエア・アメリカのSTOL機の離着陸に使用された。
- 1962年7月23日にラオス中立宣言がジュネーブで調印され、外国軍の撤退と衝突を10月7日までに完了させるとされた。米軍は666名のアドバイザーとスタッフを退去させ、エア・アメリカも兵器のエアドロップを停止させた。CIAは2名のみ共産主義者のモニタリング用に残すことが許された。
  - 1963年にエア・アメリカの活動は急激に減少し、モンへの食料供給に限定された。月40トンを供給したが、同社はレイオフを実施した。
  - 1964年3月に戦禍は拡大し、北ベトナム兵とパテート・ラーオはジャール平原を攻撃した。
  - 1965年は、ラオスの秘密戦争と呼ばれる戦闘が開始された年で、エア・アメリカは追撃された米軍パイロットの捜索救助活動に実施するようになる。
  - 1965 - 1967年はエア・アメリカの乗組員11名が死亡、うち5名は敵の攻撃によるものであった。
- 1971年末に北ベトナム軍によるロンチェンへの攻撃が行われた。これによりエア・アメリカは大きな損害を出し12月だけで24機が対空砲の攻撃に会い3機が墜落した。12月から1972年4月までに6名の乗組員が死亡した。
  - 戦争は南部ラオスでも不利となっており、ボラベン高原では1971年に猛攻撃が行われた。エア・アメリカは輸送補給を行ったが、同年12月28日には北ベトナム兵はパクソンを占領した。
- 1973年1月27日、パリ協定によりアメリカ軍の撤退が決定。2月にヴィエンチャンで停戦合意された。
  - 戦争は最終局面に達していたが、エア・アメリカは引き続き損害を出し、1972年4月から1974年6月までに23人の乗組員が死亡した。
- 1974年6月3日に最後のエア・アメリカ機がラオスからタイに飛び立った。
- 1976年6月30日に会社は閉鎖された[5]。

## 設備
エア・アメリカは様々な機体を保有したが、多くは短距離離着航空機 (STOL) であった。エア・アメリカは、機体を中華民国に登録する傾向があった。

### 固定翼機
- ビーチ18 (C-45)
  - バイパー・ビーチ18
- ビーチクラフト バロン
- ボーイング727-92C
- PBY-5A カタリナ
- カーチスC-46

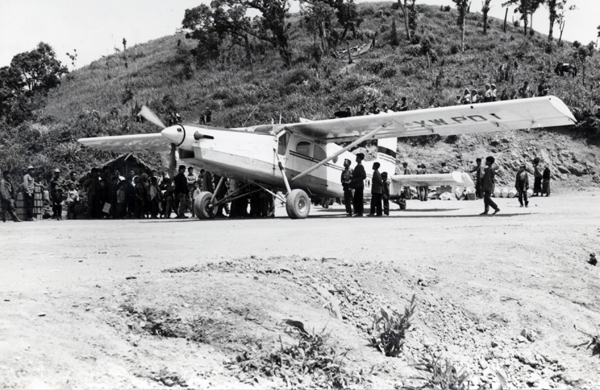
軽輸送機として使用していたピラタス PC-6

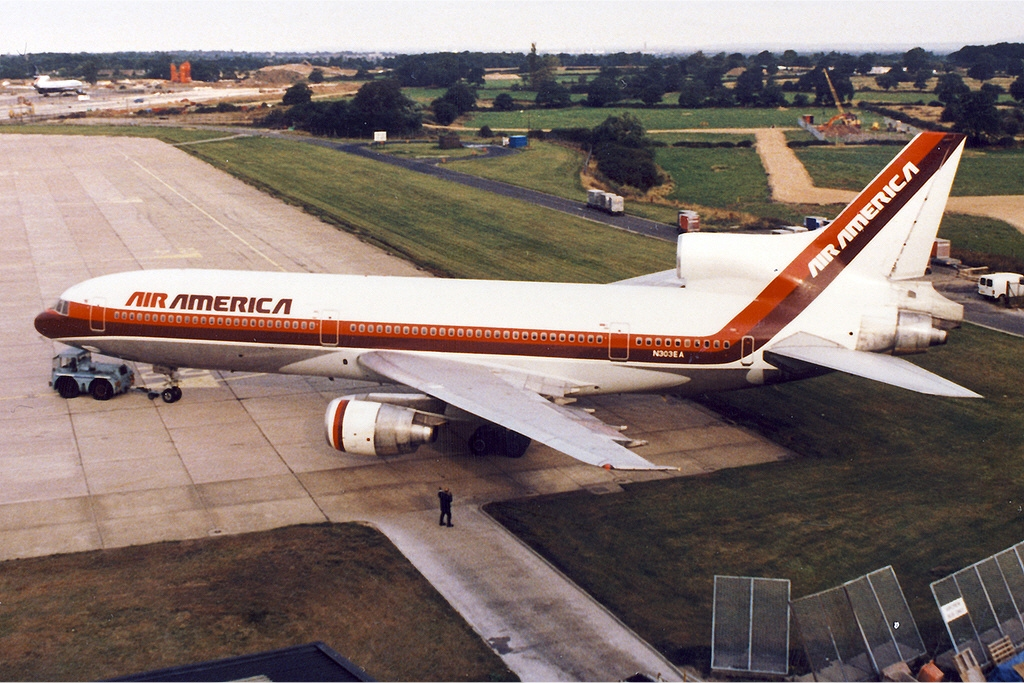
L-1011

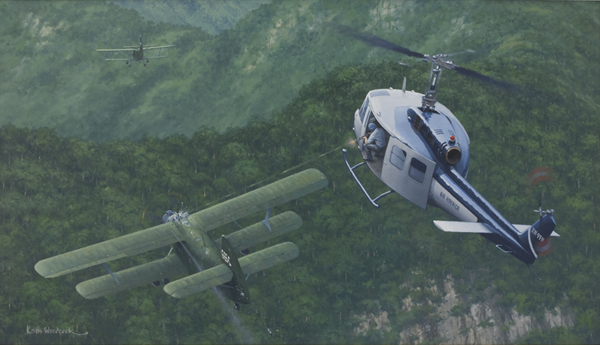
ロンチェン上空にて北ベトナム空軍のAn-2と交戦する同社のUH-1を描いた絵

- デ・ハビランド DH.89 ドラゴン・ラピード
- デ・ハビランド・カナダDHC-2 ビーバー
- デ・ハビランド・カナダDHC-4 カリブー
- デ・ハビランド・カナダDHC-6 ツイン・オッター300
- ドルニエDo28 スカイサーバント
- ダグラスA-26 インベーダー/オンマーク マークスマン
- ダグラスC-47
- ダグラスDC-4
- ダグラスDC-6A/B
- フェアチャイルドC-119 フライング・ボックスカー
- フェアチャイルドC-123B/K プロバイダー
- ヘリオ・クーリエ (en:Helio Courier)
- ヘリオ・ツイン・クーリエ (en:Helio Twin Courier)
- ロッキードL-1049H コンステレーション
- ロッキードL-1011 トライスター
- ロッキードC-130A/E ハーキュリーズ
- ピラタスPC-6 ターボ・ポーター - フェアチャイルド社でライセンス生産された機体を運用。
- パイパー・アパッチ (en:Piper PA-23)

### ヘリコプター
- ベル47
- ベル204B/205
- ボーイング・バートルCH-47C チヌーク
- ヒューズ500D
- ヒューズOH-6A カイユース
- シコルスキーS-55/H-19
- シコルスキーS-58T/H-34
- シコルスキーCH-54 タルヘ

### 拠点
ラオス国内の拠点はビクター・サイツ（Victor Sites、後にリマ・サイツ（Lima Site）に変更）と呼ばれた。
以下のサイトが知られている
| Airfield Name                                     | Site # | 緯度    | 経度     | 海抜 |
| ------------------------------------------------- | ------ | ------- | -------- | ---- |
| ムアン・ニャート MUONG NGAT(Muang Ngai) (N)       | LS01   | 19.0902 | 104.0668 | 1372 |
| サンティアウ SAN TIAU (San Cho)(VI)               | LS02   | 19.4717 | 103.5675 | 1402 |
| ノン・ヘッド NONG HET (Nong Het)                  | LS03   | 19.4900 | 103.9892 | 1433 |
| (Kiou Kacham (ZI)                                 | LS04   | 19.5858 | 102.2188 | 1220 |
| PA DOUNG (Pa Doung) (I)                           | LS05   | 19.1022 | 103.1172 | 1402 |
| PHOU VIENG (Phou Vieng) (U)                       | LS06   | 19.8000 | 103.1523 | 1037 |
| NAM LAN (Nam Lan)                                 | LS07   | 19.7870 | 103.6225 | 1494 |
| KHANG KHAI(Khang Khai)                            | LS08   | 19.5000 | 103.2500 | 1128 |
| LAT HOUANG (Lat Houang) (HL)                      | LS09   | 19.3865 | 103.1733 | 1098 |
| BAN BAN (Ban Ban)                                 | LS10   | 19.6338 | 103.5570 | 610  |
| THA THOM (Tha Thom)                               | LS11   | 18.9763 | 103.6167 | 244  |
| PHA KHAO (Ban Pha Khao) (A) [See LS308]           | LS14   | 19.0245 | 103.0198 | 1189 |
| BAN NA (Ban Na)(UA)                               | LS15   | 19.3257 | 102.9558 | 1540 |
| PHOU FA (Agony)(Phou Fa - Agony)                  | LS16   | 19.6513 | 102.8045 | 1646 |
| NAM CHONG (Nam Chong) (AN)                        | LS17   | 19.3402 | 102.7565 | 1235 |
| THA LIN NOI (Tha Lin Noi)                         | LS18   | 19.4505 | 103.4072 |      |
| PHOU KHE (Phou Khe)                               | LS19   | 19.3087 | 103.2593 | 1890 |
| BAN SAN THONG(Samthong) (P)                       | LS20   | 19.1837 | 102.8702 | 1159 |
| ロンチェン LONG TIENG (Long Tieng) [Also LS30&98] | LS20A  | 19.1050 | 102.9218 | 991  |
| PHA PEUNG (Pha Peung)                             | LS21   | 19.1732 | 103.4427 | 1768 |
| BAN NA NIO (Muong Om) (I)                         | LS22   | 18.9553 | 103.2585 | 915  |
| HUEI SA AN (Houei Sa An)                          | LS23   | 19.8335 | 103.4693 | 1341 |
| MUONG SAM(Moung Sam)                              | LS24   | 19.0432 | 104.2667 | 396  |
| PHOU CHAI (Phou Chia) Ban Phou Beui [1:50]        | LS25   | 19.4260 | 102.1400 | 1555 |
| XIENG DAT (Xieng Dat) (K)                         | LS26   | 19.4095 | 102.7072 | 716  |
| HOUEI THOM (Houei Thom) (N)                       | LS27   | 20.0432 | 103.6000 | 1311 |
| BAN DONE (Ban Done) (T)                           | LS28   | 18.6758 | 102.1218 | 229  |
| BAN SONG (Ban Song)                               | LS29   | 19.8080 | 103.7243 | 1311 |
| LONG TIENG (Long Tieng) [Also LS20A&98]           | LS30   | 19.1050 | 102.9218 | 991  |
| BAN TINE PHA(Pheng Lieu)                          | LS31   | 19.8333 | 103.7708 | 1220 |
| BOUAM LONG (U)                                    | LS32   | 19.7553 | 103.3255 | 1220 |
| SAN PAU KA (San Pa Pha)                           | LS33   | 19.9675 | 103.1408 | 1280 |
| BAN BOUAC (Ban Bouac)                             | LS34   | 19.2755 | 103.6532 | 1341 |
| KHA PHU (Kha Phu)[See Ban Peung LS95]             | LS35   | 19.1867 | 103.5075 | 1860 |
| (Na Khang) (LI)                                   | LS36   | 19.9727 | 103.4720 | 1372 |
| MOUNG PHUN(Moung Phun) (ll)                       | LS37   | 19.0925 | 102.7000 | 1128 |
| "BAN NAM PIT (Houei Ki Nin) (KY)"                 | LS38   | 19.4065 | 102.9195 | 1006 |
| BAN KHAMI                                         | LS39   | 20.0900 | 103.8208 | 168  |
| BAN PHA KA (A)                                    | LS40   | 19.3932 | 103.5765 | 1341 |
| NA DAO                                            | LS70   | 19.4167 | 103.4667 | 1128 |
| PHOU NONG                                         | LS71   | 19.4758 | 103.6432 | 1555 |
| THA TAM BLEUNG(Tong Ta Bleung) (U)                | LS72   | 19.2170 | 102.9840 | 1707 |
| NAM THANG                                         | LS73   | 19.0922 | 101.6740 | 854  |
| (Tham Sone/Tham Sorm) (V)                         | LS74   | 19.2833 | 103.5500 | 1280 |
| SOP HIEN (TF)                                     | LS75   | 18.8242 | 103.8742 | 1189 |
| (Pha Bong)                                        | LS76   | 20.3667 | 103.4333 | 1402 |
| BAN SONG KHONE(Ban Song Khone)                    | LS77   | 18.0008 | 105.1755 | 549  |
| BAN NA MOUNG (Na Poung) (K)                       | LS78   | 19.4000 | 102.6667 | 762  |
| NAW NUEN (Naw Nuen)                               | LS79   | 19.3432 | 101.9500 |      |
| PHU SANG NAO(Phou Sang Nao) (A)                   | LS80   | 19.7598 | 102.9500 | 1524 |
| BAN THAM TAT (Ban Tham Tat)(E)                    | LS81   | 19.1252 | 103.9720 | 1250 |
| PHU SE BOT T (Phou Sabot) (U)                     | LS82   | 19.7172 | 103.7913 | 1341 |
| BAN NONG DAO(Ban Nong Dao)                        | LS83   | 18.2012 | 102.8255 | 168  |
| BAN KENG SAI (Ban Keng Sai)                       | LS84   | 20.1003 | 103.8577 | 1235 |
| PHU PHA THI (Phou Pha Thi) (Pha Thi)              | LS85   | 20.4258 | 103.7212 | 1220 |
| HONG NON (Hong Non)                               | LS86   | 20.3912 | 103.8847 | 1341 |
| PHIA KHAM (Pim Khan) (Phia Khan)                  | LS87   | 20.5240 | 104.0353 | 1128 |
| (Boun Loum) BOUAM LONG [1:50](U)                  | LS88   | 19.7553 | 103.3255 | 1524 |
| BAN VIENG                                         | LS89   | 19.7733 | 103.7890 | 1128 |
| TIN BONG (E)                                      | LS90   | 19.1575 | 102.6262 | 1524 |
| MUONG TIOUEN(Muong Tiouen)                        | LS91   | 18.8723 | 104.3745 | 396  |
| (Sing Ka)                                         | LS92   | 19.8167 | 101.1667 | 1098 |
| (Phou Mieng Mane)(H)                              | LS93   | 17.6673 | 101.0745 | 762  |
| BAN KHA                                           | LS94   | 19.2432 | 103.6352 | 1311 |
| BAN PEUNG (Ban Peung) [See Kha Phu LS35]          | LS95   | 19.1845 | 103.5067 | 1220 |
| PHU MIANG (Phou Mieng Mounge)                     | LS96   | 17.6673 | 101.0745 | 762  |